# Лиса (приток Абулса)
Ли́са (устар. Лыса, Лисса; латыш. Lisa, Lisas upe) — река в Латвии. Течёт по территории Валмиерского, Цесисского и Смилтенского краёв. Левый приток среднего течения реки Абулс.
Длина реки составляет 32 км (по другим данным — 26 км). Площадь водосборного бассейна равняется 118,6 км² (по другим данным — 123 км²).
Начинается северо-восточнее Рауны, на Межольском всхолмлении Видземской возвышенности. Далее течёт по Седской равнине Талавской низменности. В нижнем течении проходит по болотистой впадине Трикатского поднятия. Впадает в Абулс около Трикаты, на высоте 50 м над уровнем моря.